# The Weight Is A Gift
The Weight Is a Gift is het vierde studioalbum van de Amerikaanse band Nada Surf. Het album is mede geproduceerd door Death Cab For Cutie-gitarist Chris Walla en bevat vocalen van John Roderick, frontman van The Long Winters. Het album kwam op 5 september 2005 uit in Europa, op 20 september 2005 in de Verenigde Staten. De eerste en bekendste single van het album is Always Love.

## Tracklist
1. Concrete Bed – 2:29
2. Do It Again – 3:39
3. Always Love – 3:18
4. What Is Your Secret? – 3:26
5. Your Legs Grow – 4:00
6. All Is a Game – 3:26
7. Blankest Year – 2:12
8. Comes a Time – 4:58
9. In the Mirror – 3:41
10. Armies Walk – 3:28
11. Imaginary Friends – 9:40